# C. W. Damodaram Pillai

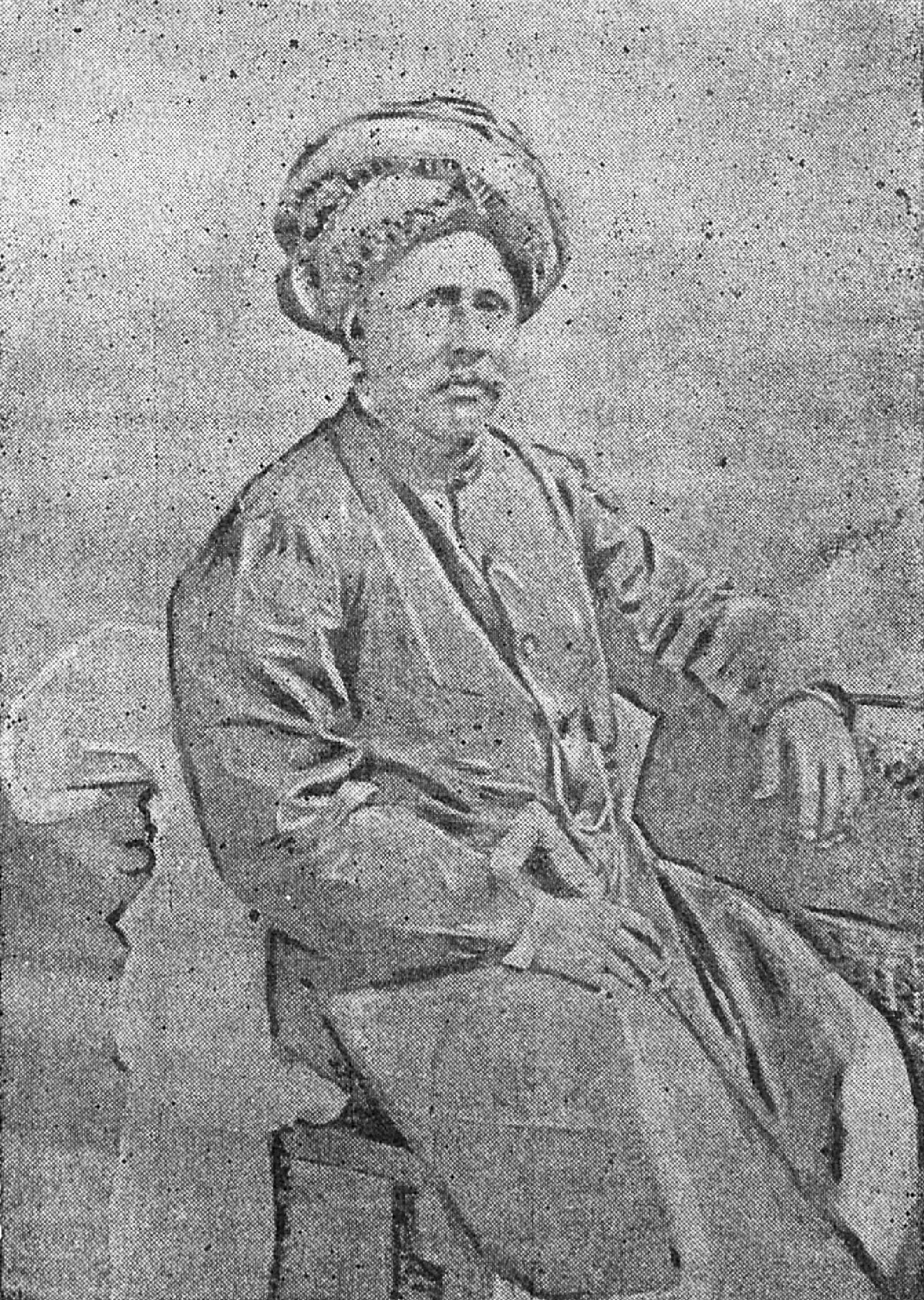
C. W. Damodaram Pillai

C. W. Damodaram Pillai (Tamil: சி. வை. தாமோதரம்பிள்ளை Ci. Vai. Tāmōtarampiḷḷai [ˈd̪aːmoːd̪əɾʌmˌpɨ̯ɭːɛi̯], auch Thamotharampillai; geb. 12. September 1832 in Sirupiddy; gest. 1. Januar 1901 in Madras) war ein tamilischer Philologe. In Ceylon (Sri Lanka) geboren, wirkte Damodaram Pillai den größten Teil seines Lebens im Süden Indiens. Er gehörte zu den Pionieren der tamilischen Editionswissenschaft, die gedruckte Textausgaben der zuvor nur in Manuskriptform tradierten klassischen Tamil-Texte veröffentlichten.

## Leben
C. W. Damodaram Pillai wurde am 12. September 1832 im Dorf Sirupiddy bei Jaffna im Norden Ceylons geboren. Er stammte aus einer Familie von shivaitischen Hindus aus der Kaste der Vellala. Seine Eltern waren Vyravanathapillai und Peruntheviyammal. Sein Vater führte ihn schon in jungen Jahren in das Studium des Tamil ein. Später wurde er von dem Dichtergelehrten Muttukumara Kavirayar unterrichtet. Neben der traditionellen Ausbildung lernte er auch Englisch an der amerikanischen Missionsschule von Tellippalai. Von 1844 bis 1852 besuchte er das ebenfalls von amerikanischen Missionaren betriebene Seminar in Batticotta (Vaddukoddai), wo er eine westliche Ausbildung erhielt. Nach seinem Abschluss war er kurzzeitig als Lehrer tätig.
1853 holte der britische Missionar Peter Percival, der zuvor in Jaffna tätig gewesen war, Damodaram Pillai in das südindische Madras (Chennai), um als Herausgeber für Percivals tamilischsprachige Zeitung Dinavartamani zu arbeiten. Wenig später wurde Damodaram Pillai als Tamil-Dozent an das Presidency College berufen. Nachdem aus dem Presidency College 1857 die University of Madras hervorgegangen war, legte Damodaram Pillai dort 1858 eine Bachelor-of-Arts-Prüfung ab. Er war damit der erste Absolvent der Universität. Nach seinem Abschluss arbeitete er kurzzeitig als Lehrer in Calicut (Kozhikode), wurde dann aber als Rechnungsprüfer in Madras in den Staatsdienst aufgenommen. 1871 schloss er ein Jurastudium mit einem Bachelor of Laws ab. Später zog Damodaram Pillai nach Kumbakonam und praktizierte dort als Rechtsanwalt. 1887 wurde er als Richter nach Pudukkottai berufen. Nach seiner Pensionierung 1890 kehrte er nach Madras zurück, wo er weiter als Dozent und Prüfer für die University of Madras tätig war. 1895 verlieh ihm die britische Kolonialregierung den prestigeträchtigen Titel Rao Bahadur. Am 1. Januar 1901 verstarb C. W. Damodaram Pillai im Alter von 68 Jahren in Madras.

## Werk

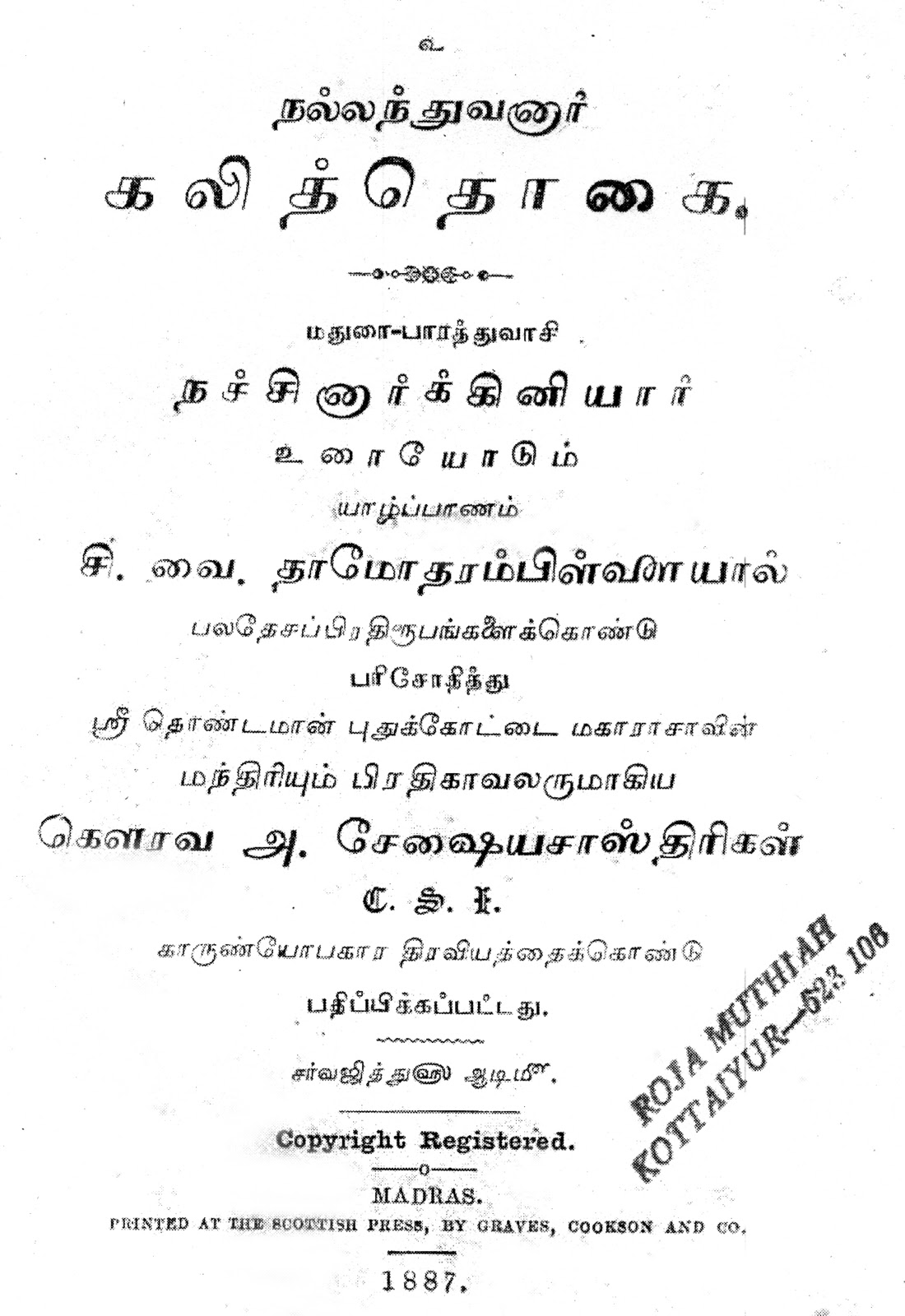
Titelblatt von C. W. Damodaram Pillais Erstausgabe des Kalittogai (1887)

C. W. Damodaram Pillai gehörte zu den Pionieren der tamilischen Philologie, die im 19. und frühen 20. Jahrhundert die zuvor nur in Form von Palmblattmanuskripten tradierten Texte der klassischen Tamil-Literatur edierten und als gedruckte Textausgaben veröffentlichten. Neben seinem jüngeren Zeitgenossen U. V. Swaminatha Iyer (1855–1942) ist Damodaram Pillai einer der berühmtesten der Herausgeber.
Damodaram Pillais Herausgebertätigkeit umfasste vor allem grammatikalische Werke. Er veröffentlichte die drei Teile des Tolkappiyam, des ältesten tamilischen Grammatikwerks, mit verschiedenen Kommentaren, sowie drei weitere Grammatikwerke (Virasoliyam, Iraiyanar Agapporul und Ilakkana Vilakkam). Auch bei der Wiederentdeckung der Sangam-Literatur, der ältesten Schicht der tamilischen Dichtung, spielte Damodaram Pillai eine wichtige Rolle. Seine 1887 erschienene Edition des Kalittogai war die erste gedruckte Ausgabe eines Sangam-Textes (mit Ausnahme des Tirumurugatruppadai, das wegen seines religiösen Inhalts eine Sonderstellung hatte). Der Druck der bis dahin weitgehend vergessenen Sangam-Texte löste die sogenannte Tamilische Renaissance aus und hatte maßgeblichen Anteil am Erstarken des tamilischen Kulturbewusstseins.
Von C. W. Damodaram Pillai veröffentlichte Textausgaben:
- Nidinerivilakkam (1853)
- Tolkappiyam Solladigaram mit Kommentar des Senavaraiyar (1868)
- Virasoliyam (1881)
- Iraiyanar Agapporul (1883)
- Tanigaippuranam (1883)
- Tolkappiyam Poruladigaram mit den Kommentaren des Nachinarkkiniyar und des Perasiriyar (1885)
- Kalittogai (1887)
- Ilakkana Vilakkam (1889)
- Sulamani (1889)
- Tolkappiyam Eluttadigaram mit Kommentar des Nachinarkkiniyar (1891)
- Tolkappiyam Solladigaram mit Kommentar des Nachinarkkiniyar (1892)